# Kenneth Hayes Miller

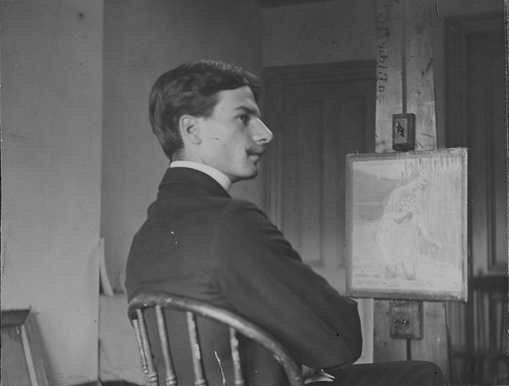
Kenneth Hayes Miller in seinem Atelier in der 30 East 14th Street, New York, ca. 1895

Kenneth Hayes Miller (* 11. März 1876 in Oneida, New York; † 1. Januar 1952) war ein US-amerikanischer Maler, Grafiker und Kunstpädagoge. Er gilt als einflussreicher Vertreter des amerikanischen Realismus und war bekannt für seine Darstellungen des städtischen Lebens, insbesondere von Frauen in alltäglichen (Straßen-)Szenen.

## Leben
Kenneth Hayes Miller studierte ab 1892 an der Art Students League of New York unter Kenyon Cox und setzte seine Ausbildung bei William Merritt Chase an der New York School of Art fort. Nach einer Europareise trat er 1899 in den Lehrkörper der New York School ein und begann 1911 seine Lehrtätigkeit an der Art Students League of New York. Kenneth Hayes Miller lehrte dort bis 1951. Zu seinen Schülern gehören: Peggy Bacon, George Bellows, Isabel Bishop, Arnold Blanch, Patrick Henry Bruce, Minna Citron, John McCrady, Dorothy Eaton, Arnold Friedman, Lloyd Goodrich, Josephine Hopper, Rockwell Kent, Yasuo Kuniyoshi, Anne Kutka McCosh, Emma Fordyce MacRae, Edward Middleton Manigault, Reginald Marsh, George L. K. Morris, Walter Tandy Murch, Louise Emerson Ronnebeck, George Tooker, Albert Pels und Helen Winslow Durkee.

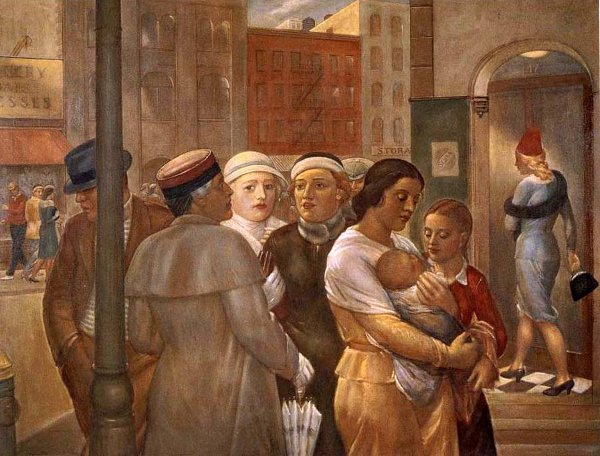
Kenneth Hayes Miller, City Street, 1939

Kenneth Hayes Millers frühe romantische Gemälde lassen den Einfluss seines Freundes Albert Pinkham Ryder erkennen, doch in den 1920er Jahren wandte er sich den kompositorischen Mitteln und technischen Medien der Renaissance zu. 1923 bezog er ein Atelier in der 6 East 14th Street und von 1928 bis zu seinem Tod 1952 in der 30 East 14th Street. In dieser Zeit wurde Kenneth Hayes Miller durch seine Darstellungen von Verkäuferinnen und Käuferinnen in der 14th Street und am Union Square bekannt. Miller war maßgeblich an der künstlerischen Entwicklung der Fourteenth Street School beteiligt, zu der Reginald Marsh, Paul Cadmus, Edward Laning, Minna Citron und Isabel Bishop gehörten. Werk
Kenneth Hayes Millers frühe Gemälde, die nackte Figuren in idealisierten Landschaften zeigen, waren stark von den Werken Albert Pinkham Ryders (1847–1917) inspiriert. Nach dem Ersten Weltkrieg wandte sich Miller jedoch einem realistischeren Ansatz zu. In Anlehnung an die Künstler der so genannten Ashcan School, die die rauen sozialen und physischen Aspekte des städtischen Lebens malten, begann er, seine Motive im zeitgenössischen New York zu suchen. Einkaufende und flanierende Frauen dominieren seine Gemälde der 1920er und 1930er Jahre. Seine Verkäuferinnen und Käuferinnen scheinen wie erstarrt zu sein. Auch in der Radierung, mit der er 1918 begann, und in den jahrhundertealten Medien der Kasein- und Temperamalerei setzte er sich mit diesen Themen auseinander.